# 弱コンパクト基数
数学において、弱コンパクト基数（じゃくコンパクトきすう、英: weakly compact cardinal）は基数の一種でErdős & Tarski (1961)によって提唱された概念である。
弱コンパクト基数は巨大基数であり,すなわち集合論の標準的な公理系からはその存在性が証明できない基数である。
形式的には、基数 κ が弱コンパクトであるとは、それが非可算な基数であって、かつ、任意の関数 f: [κ]  2  → {0, 1} についてある濃度 κ の集合が存在して、f に対してhomogeneousであるときのことをいう。ここで言う [κ]  2  は κ の2要素部分集合全体による集合を表し、κ の部分集合 S がf に対して homogeneous であるとは、[S]2 の要素が f で全て 0 に移るか、全て 1 に移ることを言う。
「弱コンパクト」という名前は、ある基数が弱コンパクトならある関連する無限言語がコンパクト性定理の一種を満たすという事実を反映している（後述）。
弱コンパクト基数はマーロ基数であり、与えられた弱コンパクト基数より小さいマーロ基数の集合は定常集合である。
著者によっては弱コンパクト基数の定義としてもう少し弱いものを使っている場合がある。例えば下記の中で条件から到達不能性を省いているものなどが該当する。

## 同値な条件
非可算な基数 κ に対して、以下の条件は全て同値。
1. κ は弱コンパクト
2. 全ての λ<κ, 自然数 n ≥ 2, 関数 f: [κ]n → λ に対して、f に対して homogeneous な濃度 κ の集合が存在する。(Drake 1974, chapter 7 theorem 3.5)
3. κ が 到達不能で、tree property（高さ κ のいかなる木もサイズ κ のレベルか枝を持つこと。すなわちκ-アロンシャイン木が存在しないこと。）を満たす。
4. 全ての濃度 κ の線形順序集合が順序型 κ の増加列または減少列を持つ。
5. κ は {\displaystyle \Pi _{1}^{1}}-記述不能。
6. κ は extension property を満たす。言い換えると全てのU ⊂ Vκに対してκ ∈ Xである推移的集合 Xと S ⊂ X が存在して、(Vκ, ∈, U) が (X, ∈, S)の初等部分モデルとなる。ここで、 U と S は一変数述語と考えている。
7. 任意の κ の濃度 κ な部分集合 S に対し、S を決定する非自明な κ-完備フィルターが存在する。
8. κ は κ-unfoldableである。
9. κ は到達不能で無限言語 Lκ,κ は弱コンパクト性定理を満たす。
10. κ は到達不能で無限言語 Lκ,ω は弱コンパクト性定理を満たす。

言語 Lκ,κ が弱コンパクト性定理を満たすとは、Σ が高々濃度 κ の文の集合であり、その濃度 κ 未満の部分集合が全てモデルを持つならば、Σ もモデルを持つことを言う。強コンパクト基数も文の集合の濃度の制限を取り払った同様の方法で定義される。